# Kate Jacewicz

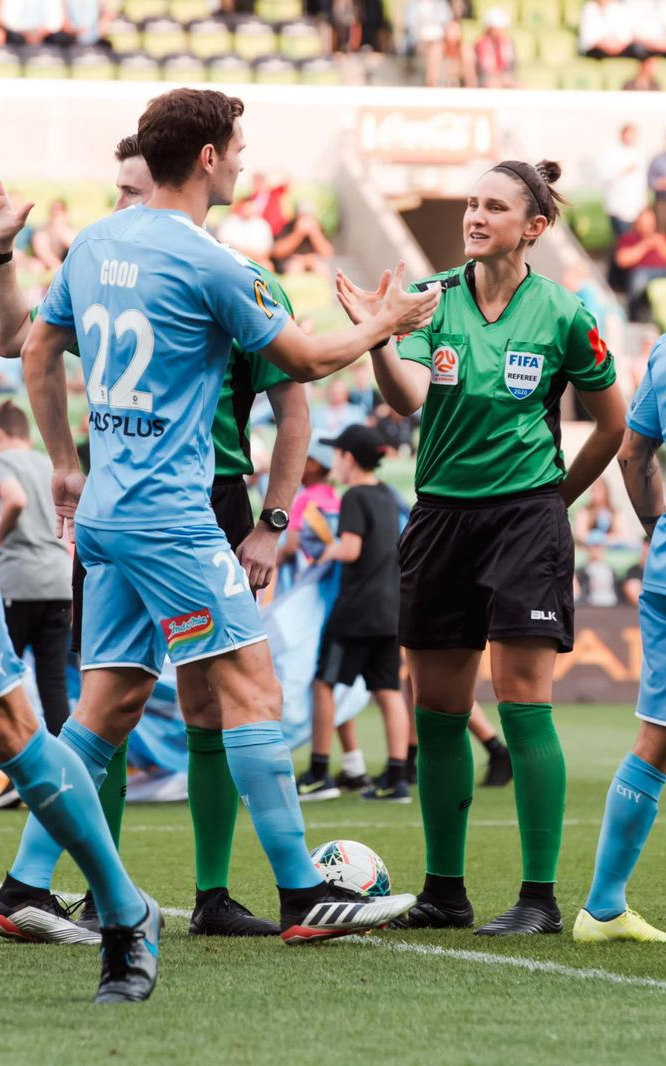
Kate Jacewicz (2020)

Katherine Margaret „Kate“ Jacewicz (* 6. April 1985 in Manly, New South Wales) ist eine australische Fußballschiedsrichterin.

## Werdegang
Seit 2011 steht Jacewicz auf der Liste der FIFA-Schiedsrichter und leitet internationale Fußballpartien.
Bei der U-20-Weltmeisterschaft 2018 in Frankreich leitete Jacewicz zwei Gruppenspiele. Zudem war sie Schiedsrichterin beim Algarve-Cup 2019.
Bei der Weltmeisterschaft 2019 in Frankreich leitete Jacewicz mit ihren Assistentinnen Kathryn Nesbitt und Chantal Boudreau insgesamt zwei Partien, darunter das Achtelfinale zwischen Schweden und Kanada (1:0).
Im Januar 2023 wurde Jacewicz für die Weltmeisterschaft 2023 in Australien und Neuseeland nominiert.

## Einsätze bei Turnieren

### Fußball-Weltmeisterschaft 2019
| Phase        | Datum         | Spielort | Heimmannschaft | Gastmannschaft | Ergebnis  |
| ------------ | ------------- | -------- | -------------- | -------------- | --------- |
| Gruppenphase | 8. Juni 2019  | Reims    | Norwegen       | Nigeria        | 3:0 (3:0) |
| Achtelfinale | 24. Juni 2019 | Paris    | Schweden       | Kanada         | 1:0 (0:0) |

### Olympia 2020
| Phase         | Datum         | Spielort | Heimmannschaft | Gastmannschaft     | Ergebnis                        |
| ------------- | ------------- | -------- | -------------- | ------------------ | ------------------------------- |
| Gruppenphase  | 24. Juli 2021 | Rifu     | Niederlande    | Brasilien          | 3:3 (1:1)                       |
| Viertelfinale | 30. Juli 2021 | Yokohama | Niederlande    | Vereinigte Staaten | 2:2 n. V. (2:2, 1:2), 2:4 n. E. |

### Fußball-Weltmeisterschaft 2023
| Phase        | Datum         | Spielort  | Heimmannschaft | Gastmannschaft | Ergebnis  |
| ------------ | ------------- | --------- | -------------- | -------------- | --------- |
| Gruppenphase | 29. Juli 2023 | Brisbane  | Frankreich     | Brasilien      | 2:1 (1:0) |
| Achtelfinale | 8. Aug. 2023  | Melbourne | Kolumbien      | Jamaika        | 1:0 (0:0) |